# 八德中正堂
24°57′25″N 121°17′59″E / 24.9568463°N 121.2996626°E
八德中正堂是位於臺灣桃園市八德區的一棟歷史建築，興建於1964年，原為中華民國陸軍電影院，現今作為桃園市立圖書館大湳分館館舍使用。

## 歷史

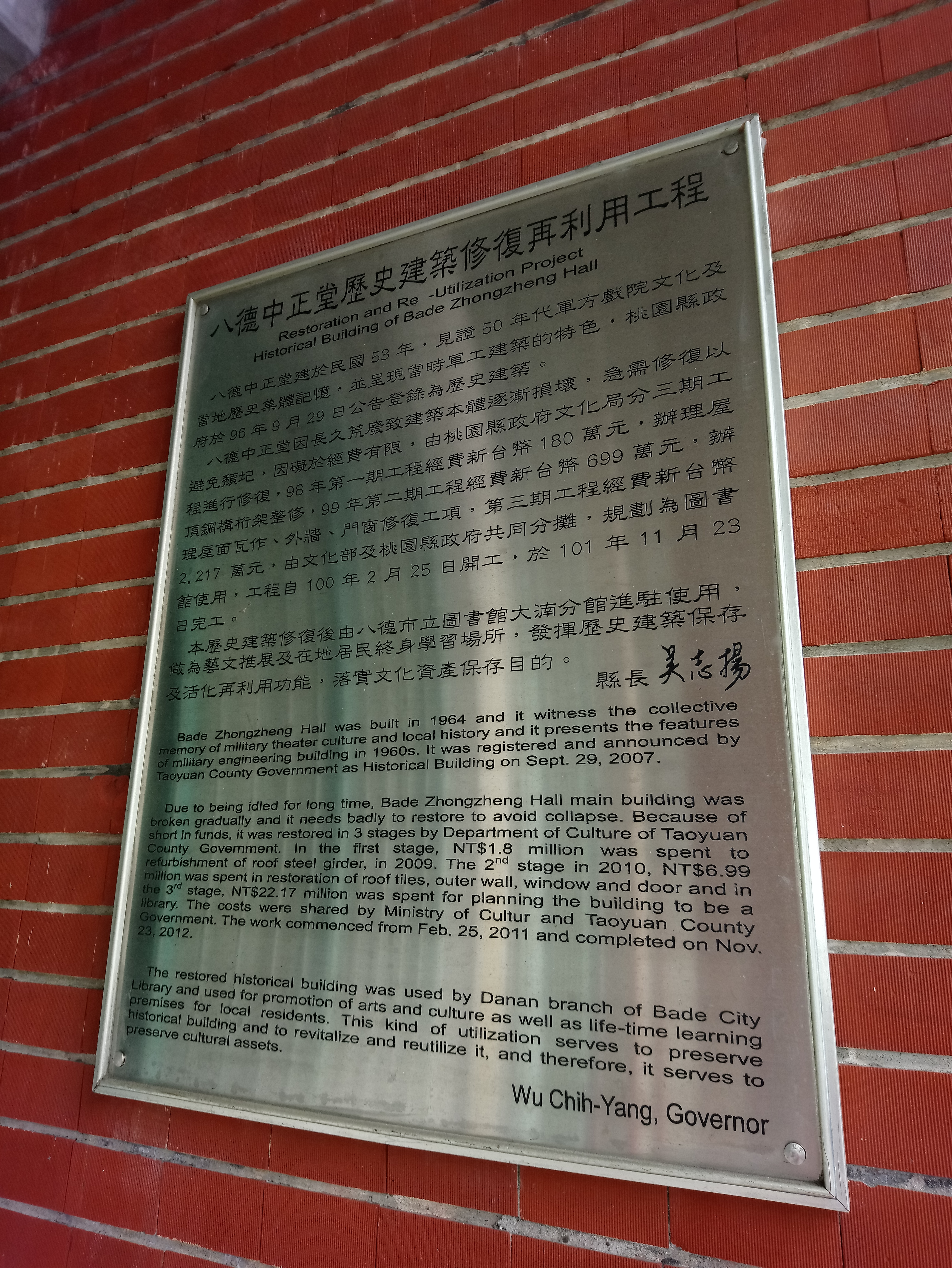
桃園縣縣長吳志揚所題八德中正堂修復再利用工程銘板

八德中正堂建於1964年，當時陸軍總司令部「軍中同袍儲蓄會」建造中正堂作為陸軍官兵休閒娛樂場所，開放當地居民及陸光四村家眷購票觀賞電影，曾風光一時；但隨社會變遷及1990年代軍事基地撤出都市而隨之式微，一度淪為遊民的「蚊子館」。
原先財政部國有財產局欲將八德中正堂土地拍賣，有幸在地民眾奔走爭取下，2007年9月29日桃園縣政府公告登錄為桃園縣歷史建築；但因長久荒廢致建築本體逐漸損壞，急需修復以避免頹圮，由桃園縣政府文化局分三期工程進行修復，2012年11月23日完工，2014年桃園市立圖書館大湳分館正式進駐使用。建築特別保留了原有傳統三角屋面、三連拱的入口雨遮、門口的售票亭、原始的芬克式桁架，及原本的放映孔與放映空間。

## 現況
- 大湳分館館舍配置

一樓：設有服務台、資料檢索、雜誌區、新書介紹區、閱覽區、多媒體室、電腦上網區。
二樓：設有服務台、閱覽區、資料檢索、親子閱讀區、閱讀花園、修復展示區。
- 開放時間

二樓圖書室
週二~週六　08:30-21:00 
週日~週一　08:30-17:00
一樓圖書室
週二~週六　08:30-21:00
週日~週一　08:30-17:00
【休館日】
國定假日及每月最後一個星期四（清潔日）

## 外部連結
- 八德中正堂-法定文化資產-桃園市政府文化局全球資訊網 （页面存档备份，存于）
- 桃園市立圖書館-大湳分館-本館簡介 （页面存档备份，存于）
- 八德中正堂再生 建築師雜誌 （页面存档备份，存于）